# Prioniturus verticalis
Prioniturus verticalis é uma espécie de ave da família Psittacidae.
É endémica das Filipinas.
Os seus habitats naturais são florestas subtropicais ou tropicais húmidas de baixa altitude e florestas de mangal tropicais ou subtropicais.
Está ameaçada por perda de habitat.